# Luis Federico Arias
Luis Federico Arias (La Plata, 5 de abril de 1965) es un político y jurista argentino. Graduado de la carrera de Abogacía en la Facultad de Ciencias Jurídicas y Sociales de la Universidad Nacional de La Plata en 1992, donde también obtuvo el título de Especialista en Derecho Administrativo y cursó el doctorado en Ciencias Jurídicas y Sociales. Fue titular del Juzgado en lo Contencioso Administrativo Nº 1 del departamento Judicial La Plata desde 2003 hasta que fue destituido por un jury en agosto de 2018.
Actualmente es Concejal de La Plata por el periodo 2022 - 2025. 

## Biografía
Abogado, egresado de la Universidad Nacional de La Plata en 1992, donde también obtuvo su título de Posgrado en Derecho Administrativo y cursó el doctorado de Ciencias Jurídicas y Sociales. Ejerció su actividad profesional durante 10 años, y fue consultor de diversos organismos nacionales, provinciales y municipales.
En 1999 fue designado juez en lo Contencioso Administrativo del Departamento Judicial La Plata, pero no pudo asumir como magistrado sino hasta diciembre de 2003 debido a la resistencia del poder político a esta nueva jurisdicción.
Sus sentencias siempre se han caracterizado por el reconocimiento de los derechos vinculados a grupos vulnerables y minorías sociales, por lo que recibió diversas distinciones y reconocimiento a nivel nacional e internacional.
De manera distintiva cumplió un rol fundamental durante la trágica inundación en la ciudad de La Plata del 2 de abril de 2013, cuando en una investigación develó la cifra real de muertos a causa de esa tragedia: de los 51 oficiales, a los 89 finales, lo que generó un enfrentamiento público y mediático con el poder político de turno.
En agosto de 2018 fue destituido por un Jurado de Enjuiciamiento integrado por legisladores y abogados ligados al gobierno de Cambiemos.
De modo subrepticio el Jury fue una manera de adoctrinar a los jueces rebeldes que, entre muchas otras cuestiones, con sus fallos buscaban frenar el tarifazo de los servicios públicos.
Es autor de publicaciones y anteproyectos de ley sobre cuestiones vinculadas a su especialidad, que es el derecho público.
Fue precandidato a intendente del partido de La Plata por el Frente de Todos en las elecciones de 2019 y de 2023.
Actualmente es Concejal de La Plata, habiendo asumido en el año 2022.

## Docencia y actividades académicas
Posee una vasta trayectoria como conferencista y docente de diferentes cursos dictados en nuestro país y en el exterior:
• Profesor de la Escuela Judicial del Consejo de la Magistratura de la Nación
(Res. 173/16) para el dictado del Programa Nuevos Paradigmas del Código Civil y Comercial Unificado.
• Ex Profesor adjunto de “Derecho Público Provincial y Municipal” en la Universidad del Este.
• Miembro del Comité Asesor y Docente de posgrado en la especialización “Abordaje de las Violencias Interpersonales y de Género”, Facultad de Ciencias Jurídicas y Sociales de la UNLP (Res. HCA Nº 37/10).
• Docente invitado del “Seminario sobre Violencia contra la mujer”, de la Facultad de Ciencias Jurídicas y Sociales de la UNLP (Res. HCD Nro. 206/16).
• Docente invitado del “Seminario Ciencia Jurídica y Cultura”, de la Facultad de Ciencias Jurídicas y Sociales de la UNLP.
• Docente invitado del Curso de Postgrado “El sistema constitucional bonaerense”, de la Facultad de Ciencias Jurídicas y Sociales de la UNLP (Res.
HCA Nº 242/09).
• Ex Docente en el Curso de Postgrado “Experto en Derecho Municipal”, Universidad de Morón.
• Ex - Docente del Instituto Provincial de la Administración Pública de la Provincia de Buenos Aires en cursos dictados a las Municipalidades de la Provincia de Buenos Aires.
• Colaborador en la 7° y 8° edición del Tratado de Derecho Administrativo (Tomo
3) del Dr. Agustín Gordillo.
• Vicepresidente de la Asociación Bonaerense de Derecho Administrativo
(ABDA); y del Centro de Estudios Interdisciplinarios (CEI).

## Publicaciones
Es autor de numerosos artículos y trabajos breves, participa en publicaciones periódicas nacionales e internacionales; prólogos y presentaciones; proyectos y trabajos legislativos; artículos periodísticos; opiniones; en congresos y seminarios; ciclos de conferencias y clases extraordinarias.

### Algunos trabajos sobre la actividad jurisdiccional
• “La prioridad de un ‘aspecto procesal’ invocado judicialmente para el desplazamiento de la Constitución”, D’Argenio, Inés, en La Ley, Suplemento de Derecho Administrativo, Buenos Aires, 9 de diciembre de
2009.
• “Un deber básico de la función jurisdiccional: asegurar el real acceso a los derechos sociales”, D’Argenio, Inés, en Abeledo Perrot, Buenos Aires,
Nº 3, marzo 2009, pág. 336.
• “La responsabilidad del Estado–Juez”, Cerda, Luís Francisco, Ed. Abeledo
Perrot, 2009, pás.168/170, 188/191, 216. En especial, pág. 195.
• “Autonomía de la pretensión procesal indemnizatoria por los daños derivados de un acto administrativo ilegítimo”, D’Argenio, Inés, en Cassagne, Juan Carlos y otros, Responsabilidad del Estado, Ed. RubinzalCulzoni, 2008, pág. 335, en especial pág. 340.
• “El derecho de pensión de homosexuales”, Daniela Martha Spinelli, el Dial
- DCE9A
• Causa "Arcángel, Olmedo Rafael Y Otro c/ Manufacturas de Fibras Sintéticas S.A. s/ Medida Autosatisfactiva", comentado por Rodolfo Capón Filas, en Boletín Informativo del Equipo Federal de Trabajo, Boletín Especial 03/08 (bis) Abril de 2008.
• “El libre ejercicio del derecho a la reproducción”, María S. Webb, LL 2008-
B, 152.
• “El tiempo en la decisión jurídicas”, Gordillo Agustín, en Fernández Ruiz, Jorge - Santiago Sánchez, Javier (coordinadores): Contencioso administrativo. Culturas y sistemas jurídicos comparados, Ed. UNAM, México,
2007, pág. 147. En especial pág 149.
• Causa 2077- "C. María R. c/ Universidad Católica de La Plata s/ amparo", comentado por Rodolfo Capón Filas, en Revista Científica del Equipo Federal del Trabajo N° 10, del 04-III-2006.
• "La declaración de impacto ambiental en un fallo con interesantes planteos”, Magdalena Molina, LNBA 2007-2-169.
• “Inconstitucionalidad de los plazos de caducidad en el empleo público", Diego P. Isabella, RAPBA N° 48, pág. 43.
• “El derecho a la vivienda en casos extremos”, Lydia E. Calegari de Grosso, JA 2006-III-434.
• “La obligación del Estado de garantizar las necesidades básicas insatisfechas”, por Néstor E. Solari, publicado en LLBA 2006, 13.
• “La presunción de legalidad del acto administrativo es inoponible a la actividad jurisdiccional de los magistrados”, por Inés D’Argenio, Sup. La Ley Administrativo, 11 de noviembre de 2005.
• “Esbozo de una posible lectura del fallo Yapur”, Roberto J. Boico, LLBA
2005 (noviembre), 1212.
• “Pensión por viudez otorgada a personas convivientes del mismo sexo", Néstor E. Solari, LLBA 2005 (abril), 272.
• “Experiencias comparadas en la justicia administrativa”, conferencia magistral del Dr. Agustín Gordillo en el Tercer Congreso Internacional de Justicia Administrativa, México, abril de 2005.
• “El tiempo en la decisión jurídica”, Gordillo, Agustín, en Fernández Ruiz, Jorge - Santiago Sánchez, Javier (coordinadores): Contencioso Administrativo. Culturas y sistemas jurídicos comparados, UNAM, 2007.
• “Tratado De Derecho Administrativo”, Gordillo, Agustín t. 4, pág. II-28 y 35,
Nota 16.1 (IDEM IV-5, Nota, 2.3) y Nota 20.9.
• “Excepciones de orden público aplicables a la emergencia”, por Ariel L.
Rimoldi, La Ley, Supl. de Jurisp. de Der. Adm., Buenos Aires, 21 de junio de
2005.
• “Cuando la justicia se pone de pie”, por Natalia Mainetti, LL 2005-B, 820.
• “Un juez contra el eje autoritario del derecho administrativo”, por Inés D’Argenio, Sup. La Ley, Sup. Adm 2004 (noviembre), 7.
• “Intereses y delegación legislativa en el caso ‘Della Corte’”, por Marcelo Bolaños, RAPBA N° 21, pág.15.
• “El Poder Ejecutivo provincial vs. la Justicia Efectiva”, por Daniela Aletti y Natalia Mainetti. La Ley, Supl. de Jurisp. de Der. Adm., Buenos Aires, 15 de octubre de 2004.
• “La prohibición de practicar descuentos de haberes con motivo del ejercido del derecho a huelga de los docentes de la Provincia de Buenos Aires”, por Graciela E. Pauloni, RAPBA 29, pág. 43.
• “El comienzo deseado: la justicia se hace oír. A propósito del caso
‘Savoretti”, por Natalia Mainetti. La Ley, Supl. de Jurisp. de Der. Adm.,
Buenos Aires, 5 de julio de 2004.
• “La burocracia no es defensa: de la obviedad al absurdo”, por Daniela
Aletti. La Ley, Supl. de Jurisp. de Der. Adm., Buenos Aires, 27 de julio de 2004.
• “La sentencia en el amparo por mora y su inapelabilidad”, Miguel H. E.
Oroz, LL 2004-D, 666.

## Distinciones
Obtuvo la distinción del Colegio de Abogados de La Plata al Juzgado en lo Contencioso Administrativo Nº 1, por haber sido elegido por los matriculados de ese Departamento Judicial, como el órgano jurisdiccional más destacado del fuero en los años 2013, 2014, 2015, 2016 y 2017.
Distinguido con el Premio de la Fundación Huésped 2005, por la labor jurisdiccional.

## Trayectoria pública
Durante varios años ejerció la profesión de abogado en el fuero local y se desempeñó en diversos organismos nacionales, provinciales y municipales, en cargos de asesoría letrada, apoderado y abogado consultor; asimismo, en el ámbito de sociedades y empresas del Estado, lo que le aportó una vasta experiencia en cuestiones vinculadas a su especialidad, el derecho público.

### Cargos en la función pública
• Asesor de la Dirección de Coordinación de Comisiones de la Honorable Cámara de Senadores de la Provincia de Buenos Aires (enero 1990/enero
1992).
• Abogado consultor de YPF para asesoramiento a la Secretaría de Obras Públicas y Comunicaciones del Ministerio de Economía y Obras y Servicios Públicos de la Nación (junio 1994/febrero de 1995).
• Asesor del Órgano de Control de las Concesiones de la Red de Accesos a la Ciudad de Buenos Aires, del Ministerio de Economía y Obras y Servicios Públicos de la Nación (marzo 1995/marzo de 1998).
• Asesor de la Dirección General de Asuntos Judiciales de la Intervención de la Policía Bonaerense (enero/abril 1998).
• Asesor de la Municipalidad de General San Martín (julio/septiembre de 1998).
• Director de Unidades Descentralizadas del Ministerio de Justicia y Seguridad
(septiembre de 1998/diciembre de 1999).
• Asesor de la Unidad Ejecutora del Programa Ferroviario Provincial -
Ferrobaires- (julio de 2000/octubre de 2001).
• Abogado consultor de la Unidad Ejecutora Ferroautomotor de la Municipalidad de La Plata (UEFA) (julio/agosto de 2001).
• Asesor de la Subsecretaría de Relaciones con la Comunidad del Ministerio de Justicia y Seguridad (noviembre de 2001/enero de 2002).
• Asesor de la Subsecretaría de Turismo del Ministerio de la Producción
(junio/diciembre de 2002).
• Asesor de la Secretaría de Turismo y Deporte de la Provincia de Buenos Aires
(enero/junio 2003).
• Abogado patrocinante de la Municipalidad de San Fernando.
• Apoderado de la Municipalidad de Salto.
• Asesor con rango de Gerente, en la Coordinación Ecológica Área Metropolitana –CEAMSE- (junio de 2003).
• Juez en lo Contencioso Administrativo designado por concurso en diciembre de 1999, en funciones desde el 15 de diciembre de 2003 y hasta el 15 de agosto de 2018.

## Su labor en el Juzgado Contencioso Administrativo de La Plata
En el año 1998 concursó para ingresar al fuero Contencioso Administrativo, creado por la Constitución Provincial en el año 1994, pero que comenzó a funcionar casi 10 años después.
Para poder acceder a su cargo de juez tuvo que litigar contra el Estado bonaerense
dado que, a pesar de tener aprobada su designación, no podía ejercer debido a que no se asignaban los fondos presupuestarios para poner en marcha ese fuero judicial.
Esa pelea le demandó más de tres años hasta que su reclamo llegó a la Corte Suprema provincial y, en diciembre de 2003, pudo abrir las puertas de su despacho en la zona de los Tribunales de La Plata. Durante su función judicial dictó fallos de relevancia jurídica, social, económica y política, en consonancia con la especial naturaleza del fuero que ejerció, asegurando la efectividad de los derechos de los ciudadanos frente a los actos de la administración pública en cuestiones de extrema sensibilidad social.
Algunos de sus fallos consagraron el amparo de derechos humanos esenciales de los ciudadanos, como el acceso a la vivienda en estado de necesidad, a la salud, al trabajo y a otros derechos laborales –como percibir remuneraciones sin descuentos por el ejercicio del derecho de huelga–, al medio ambiente sano, a la previsión social, a la privacidad, a la protección de la seguridad e integridad de los menores frente a intervenciones de la autoridad policial, al cumplimiento de parte de las empresas de servicios públicos de normativas dispuestas en beneficios de usuarios y consumidores, a la preservación de la imagen de niños, jóvenes y adolescentes acusados de cometer actos ilícitos, al ejercicio de las libertades sindicales, a la atención de las necesidades básicas de los niños en situación de calle, a la obligatoriedad de implementación de un sistema comunitario de atención a la salud mental, a la prohibición de alojar detenidos en comisarías, a la garantía de ejercicio de defensa pública, etc.
La justicia penal tuvo que acostumbrarse a coexistir con este nuevo fuero y los conflictos no se hicieron esperar. Esto ocurrió debido a que la justicia penal había criminalizado muchas de las cuestiones sociales vinculadas a las protestas y a los desalojos. Los jueces en lo contencioso administrativo –y en especial su juzgado– tomaron posturas contrarias y trataron de aplicar la ley desde las omisiones ilegítimas del Estado, considerando que las ilegalidades se cometen desde las acciones pero, fundamentalmente en materia de derechos sociales, por la omisión.
La nueva Constitución, con la que surge el fuero Contencioso Administrativo, brindó la oportunidad a la sociedad de sentirse resguardada del poder político y judicial cuando estos avanzaran contra sus derechos. Esta puja explica por qué el poder político se terminó empecinando en sacarlo de la justicia bonaerense.
Lo que sucedió fue que muchas veces la policía se encontró con órdenes contradictorias. Por un lado, un Juez penal que ordenaba el desalojo de un grupo de personas en un predio ocupado y, por el otro, una sentencia que ordenaba lo opuesto;
es decir, que se abstengan de realizar cualquier tipo de acción contra ese grupo de personas hasta tanto se encontrara una forma de viabilizar y satisfacer el derecho a una vivienda adecuada, consagrada no solamente en nuestra Constitución, sino también en estándares internacionales que tiene que ver, por ejemplo, con el Pacto de Derechos Humanos, Culturales y Sociales, instrumentos que la justicia penal no aplica.
Es interesante tener en cuenta esa doble visión, porque es ahí donde radica una discusión filosófica del derecho y, por ende, de la manera de aplicar justicia.
La creación de este fuero desde fines de 1999 trajo un claro conflicto de intereses que terminó dinamitando el trabajo de los jueces en lo contencioso administrativo, y en especial el suyo.
Los jueces penales y la Corte, con la cual había estado en conflicto, siempre fueron hostiles para con su actividad judicial. Los jueces penales, en lugar de plantear conflictos de competencia cuando consideraron que sus sentencias podían interferir en su actividad, realizaron denuncias ante la Suprema Corte a través de un procedimiento disciplinario. Es decir, impulsaron sumarios administrativos que nunca llegaron a nada, pero que existían.
Finalmente, por las distintas pujas en la justicia bonaerense y la política de fondo, esos expedientes en su contra comenzaron a encontrar la forma deseada por un sector de la justicia, la política y el poder.
Antes de irse, la por entonces procuradora general de la Suprema Corte de Justicia bonaerense, María del Carmen Falbo, juntó todos esos sumarios y los convirtió en una denuncia, por eso la mayoría de las cuestiones que se le atribuyen –en total 21– tienen que ver con conflictos de competencia de jueces penales, las cuales debieron resolverse en el ámbito de un expediente judicial y no en un jurado de enjuiciamiento, como sucedió después.
El poder político de ese momento, con María Eugenia Vidal a la cabeza, ante decisiones que tanto incomodaron como el freno del aumento en las tarifas o su intervención en los conflictos con los trabajadores estatales, particularmente los docentes, aprovechó estas denuncias y las convirtió en un Jury para generar una causa específica: “faltas reiteradas en el ejercicio de la función”, como prevé la Ley 13.661, de Enjuiciamiento de Magistrados. Pero en realidad no son faltas, ni siquiera son irregularidades, son criterios judiciales tan válidos como los de otros jueces, que deben ser respetados y, dé no ser compartidos, pueden ser apelados, pero no son materia de enjuiciamiento.
Nunca fue enjuiciado por problemas de corrupción, sino que los procesos en su contra siempre fueron motivados por conflictos de competencia entre el fuero penal y el contencioso administrativo, tanto en la inundación de La Plata, como en temas de desalojos, en materia de salud o de personas privadas de su libertad.
Sus decisiones fueron adoptadas en función de proteger los derechos de las personas más vulnerables. Por esta razón las imputaciones que se le asignan tienen que ver con su defensa en situaciones ligadas a los DD HH y derechos sociales.
Fue suspendido de sus funciones el día 2 de noviembre de 2017 y el jury de enjuiciamiento comenzó el día 2 de agosto, resolviendo su destitución el 15 de agosto de 2018.
Como contrapartida, contó con un gran apoyo de la sociedad que se manifestó en adhesión suya a través de distintos medios, personalmente o a través de instituciones sociales. Todos los sindicatos de la ciudad de La Plata, sin importar sus diferencias ideológicas o políticas, expresaron su apoyo y suscribieron una solicitada repudiando el juicio político. También ONGs, como el CELS y la APDH, y otras organizaciones, hicieron presentaciones ante el jurado de enjuiciamiento.
El cumplimiento de los mejores estándares de calidad en el ejercicio de sus funciones, le valió al Juzgado Contencioso Administrativo Nº 1 de La Plata a su cargo, la distinción como el mejor juzgado del fuero, otorgada por el Colegio de Abogados de La Plata, por votación de los abogados colegiados, desde el año 2013 al 2018.

## Fallos destacados
En el año 2008, con motivo de que la empresa Manufacturas de Fibras Sintéticas S.A. -MAFISSA- acate la conciliación obligatoria dispuesta por el Ministerio de Trabajo, algunos de sus trabajadores interrumpieron el tránsito en la Av. 44 en la ciudad de La Plata. Paralelamente presentaron una acción en el Juzgado que fue tramitado y decidido favorablemente. Se decidió que la empresa acatara la Resolución 25/08 del Director Provincial de Relaciones Laborales del Ministerio de Trabajo, y en consecuencia dejara sin efecto los despidos y suspensiones dispuestas respecto de sus trabajadores, abonando los salarios caídos por los días de la suspensión desde el 22 de enero de 2008.
A partir de diversas causas iniciadas por SUTEBA y AJB -entre otras-, decidió que la Provincia no descontara del salario de los agentes estatales los días no trabajados como consecuencia del legítimo ejercicio del derecho a huelga.
En el año 2012, frente a la negativa del gobierno provincial de abonar el pago del medio aguinaldo correspondiente al mes de julio de ese año por razones presupuestarias, obligó al gobierno de la Provincia de Buenos Aires a efectivizar dicho pago luego de una presentación realizada por ATE, Asociación Judicial Bonaerense y CICCOP.
Impidió los desalojos masivos en los barrios El Olimpo de Lomas de Zamora, Plan de Viviendas de Ensenada, y en las localidades de Gorina y Abasto, obligando a la Provincia y a distintos municipios a garantizar el derecho a la vivienda de sus ocupantes.
Prohibió los álbumes fotográficos en las comisarías que exhibían a los jóvenes como supuestos delincuentes para su reconocimiento por parte de quienes denunciaban delitos sin intervención judicial alguna.
Prohibió la detención de jóvenes y adolescentes en comisarías por averiguación de identidad, averiguación de antecedentes u otras causas que no sean delitos.
Obligó a la Provincia a cumplir con la Ley de Protección y Promoción de los derechos del niño, en particular, respecto de los niños en situación de calle.
Ordenó al Gobierno de la Provincia de Buenos Aires a reanudar la provisión “regular, continua y oportuna” de la hormona de crecimiento, según prescripción médica que en cada caso corresponda, a todos los niños incluidos en el Programa Provincial de Financiamiento de Tratamientos con Hormona de Crecimiento y a todos aquellos que se encontraran afectados o amenazados por el mismo hecho.
En 2012 realizó la primera audiencia pública en la justicia bonaerense para tratar el incumplimiento de políticas sociales respecto de jóvenes con problemas de adicciones.
Decidió sobre causas donde se consagró el derecho al agua, y en consecuencia la prohibición de la empresa ABSA de interrumpir el servicio por falta de pago de la tarifa. Anuló el aumento de tarifas de la misma empresa por la ausencia de audiencia pública, haciendo lugar a un amparo presentado, y anulando el decreto que autorizó el incremento. La firma Aguas Bonaerenses fue condenada a facturar según régimen tarifario anterior y restituir montos percibidos bajo nueva tarifa.
Reconoció el derecho de pensión entre personas del mismo sexo -en el año 2011 ordenó al Instituto de Previsión Social de la Provincia de Buenos Aires (IPS) otorgar a un hombre la pensión por el fallecimiento de otro hombre, que fuera su pareja- como así también, el derecho a la fertilización asistida mucho antes de la sanción que luego la reconociera.
Ordenó a la Provincia de Buenos Aires y a la Municipalidad de La Plata, en carácter cautelar, que dispongan todas las medidas necesarias para resguardar los derechos constitucionales de los grupos familiares que habitan el en predio ubicado entre las calles 90 a 92 y 27 a 30 del Barrio de Altos de San Lorenzo, de la Ciudad de La Plata y a que arbitren los medios necesarios y adecuados para garantizar el derecho de vivienda de los afectados, en un lugar que cuente con condiciones sanitarias y de habitabilidad suficiente.
Ordenó el reconocimiento oficial de las 89 víctimas fatales de la inundación de la ciudad de La Plata los días 2 y 3 de abril del año 2013, por medio de un habeas data condenando al Ejecutivo de la Provincia de Buenos Aires a divulgar el resultado del proceso a través de los mismos medios de comunicación “por los que dio a conocer la información inexacta”.
Declaró la inconstitucionalidad de tres artículos del Código Fiscal de la Provincia de Buenos Aires que, ante el incumplimiento en el pago de impuestos, facultaban al Poder Ejecutivo local a fijar intereses superiores a la tasa activa bancaria y a establecer recargos adicionales de hasta un 50 por ciento. 
Multó a funcionarios bonaerenses por incumplir una orden judicial. La sentencia dispuso que el presidente y directores del Instituto de Previsión Social de la provincia de Buenos Aires pagaran una multa por no cumplir con una sentencia que había exigido el pago de haberes a una jubilada. Se embargaron sus sueldos y se pidió que se los investigue penalmente.
Hizo lugar a una medida cautelar ordenando a cinco municipios bonaerenses remediar los basurales a cielo abierto ubicados en la zona de la cuenca Las Piedras-San Francisco, al sur de la provincia de Buenos Aires. La causa fue iniciada por una ONG y los obligados a sanear los basurales fueron las municipalidades de Quilmes, Florencio Varela, Avellaneda, Almirante Brown y Presidente Perón. Además, se les exigió regularizar el servicio de recolección de basura en la zona de la cuenca, organizar un programa de educación social sobre la administración de residuos domiciliarios, ordenar el cese del depósito de residuos en lugares no habilitados (basurales clandestinos) y realizar un relevamiento en la zona para identificar los predios donde se deposite basura para su posterior remediación. También se exigió a aquellas comunas que intimen a 24 empresas (también demandadas en la causa) para que acrediten la contratación del seguro ambiental obligatorio y a la Autoridad del Agua para que informara si ocho de aquellas firmas contaban con permisos de vuelco de efluentes líquidos sobre los arroyos Las Piedras y San Francisco.